# Княжьи Горы (станция)
Кня́жьи Го́ры — железнодорожная станция Октябрьской железной дороги в Зубцовском районе Тверской области. Расположена в центре одноимённого села. Входит в Московский центр организации работы железнодорожных станций ДЦС-1 Октябрьской дирекции управления движением.

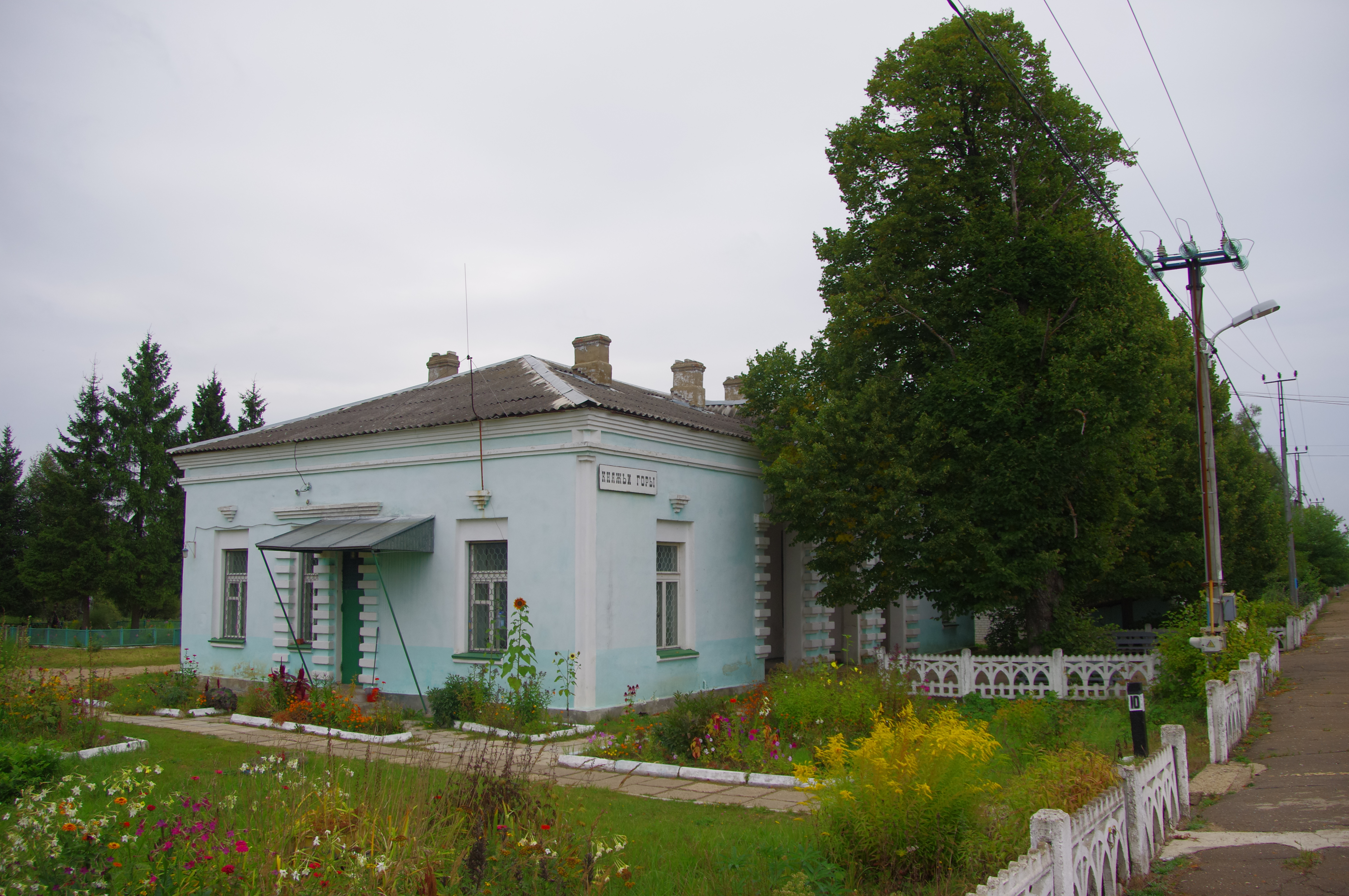
Вокзал ж/д станции Княжьи Горы

Находится на магистрали Москва — Виндава (бывшая Московско-Виндавская железная дорога), которая на данном участке однопутная неэлектрифицированная. Первая станция и остановочный пункт от Москвы в Тверской области на данной линии.
Станция находится на 172-м километре от Москвы-Рижской. Здание вокзала было построено по типовому проекту в 1950-х годах. Недавно[когда?]

 там были установлены телефонный узел и отделение почты.
На станции 5 транзитных путей, один тупиковый. Также примыкают два подъездных пути.

## Пассажирское сообщение
- Рельсовый автобус Шаховская — Ржев-Балтийский. Две пары в сутки.
- Электропоезд «Ласточка» Москва-Курская - Муравьево. 1 пара в сутки по субботам и воскресеньям.

С 1 мая 2021 года станция обслуживает только пригородные маршруты. Поезда дальнего следования до Великих Лук и Пскова перенесены отправлением с Рижского вокзала на Белорусский вокзал.